# Every Time a Bell Rings an Angel Gets His Wings
Every Time a Bell Rings an Angel Gets His Wings är Loghs debutalbum, utgivet 2002 på Bad Taste Records. Albumet utgavs senare samma år i Europa (av Must Destroy Music) och USA (av Deep Elm Records). 2003 utgavs skivan på vinyl av Bad Taste Records.
Tidiga exemplar av skivan bär bandnamnet Log istället för Logh.

## Låtlista
All text och musik av Mattias Friberg.
1. "In Cold Blood" – 5:24
2. "Yellow Lights Mean Slow Down, Not Speed Up" – 4:31
3. "The Passage" – 4:24
4. "Note on Bathroom Mirror" – 3:44
5. "Music for Flightrecorders" – 6:14
6. "Lookalike" – 2:42
7. "The Bastards Have Landed" – 3:16
8. "Ghosts" – 4:09
9. "Off the Ground" – 4:17
10. "Every Streetlight a Reminder" – 2:56
11. "The Hour We Knew Nothing" – 1:51

## Singlar
Från skivan utgavs låten "Ghosts" som 7"-singel. B-sidan "White as Snow" var tidigare outgiven.

### Ghosts
1. "Ghosts"
2. "White as Snow"

## Personal

### Musiker
- Anda Åkesson - trummor på "Music for Flightrecorders"
- Jens Hellgren
- Kristofer Rönström
- Mathias Oldén
- Mattias Friberg

### Övriga
- Johan Svensson - omslagsdesign
- Jonas - omslagsdesign
- Logh - omslagsdesign, mixning, inspelning
- Mathias Oldén - ljudetekniker
- Pelle Gunnerfeldt - mastering

## Mottagande
Allmusic.com gav skivan betyget 4/5. Recensenten Kurt Morris skrev följande: "Every Time a Bell Rings is an album that -- while it takes a while to grow on the listener -- is definitely worth the time.".

### Fotnoter
1. 1 2  ”Every Time a Bell Rings an Angel Gets His Wings”. Discogs.com. http://www.discogs.com/Logh-Every-Time-A-Bell-Rings-An-Angel-Gets-His-Wings/release/385571. Läst 14 januari 2012.
2. ↑  ”Ghosts”. Discogs.com. http://www.discogs.com/Logh-Ghosts/release/983545. Läst 5 maj 2012.
3. ↑  ”Ghosts”. Bad Taste Records. Arkiverad från originalet den 26 augusti 2010. https://web.archive.org/web/20100826051433/https://www.badtasterecords.se/records.asp?id=159. Läst 5 maj 2012.
4. ↑  Morris, Kurt. ”Every Time a Bell Rings an Angel Gets His Wings”. Allmusic.com. http://www.allmusic.com/album/every-time-a-bell-rings-an-angel-gets-his-wings-r598498/review. Läst 14 januari 2012.